# Saborska palača
Saborska palača, zgrada je u kojoj zasjeda Hrvatski sabor. Iako Hrvatski sabor u Zagrebu zasjeda još od 13. stoljeća, sve do kraja 18. stoljeća nije bilo posebno namijenjene zgrade za održavanje sjednica nego su one održavane po kućama uglednika, u kraljevskom dvoru u Gradecu ili na biskupskom dvoru.

## Prva zgrada Sabora
Kako bi saborska zasjedanja konačno dobila stalno mjesto, 1731. godine kupljena je kuća na Markovom trgu, tada glavnom zagrebačkom trgu, koja se nalazila na mjestu današnje saborske zgrade. Još iste godine zgrada je stradala u požaru. Zidarski majstor iz Zagreba Matija Leonhart, iz temelja je projektirao tada kraljevinsku, odnosno saborsku palaču. Saborska je palača tada bila ne samo najveća, već i po vremenu gradnje i ljepoti, prva barokna palača u Gornjem gradu. Zgrada je bila dugačka 28, a široka 18,5 metara dok je sabornica (tada palača ili palatium), bila dugačka 18, a široka 6,5 metara. Uz dvoranu za zasjedanje, u saborskoj su se palači nalazili uredi Sabora, arhiv sa znamenitom škrinjom privilegija Kraljevine, sud, spremište oružja, a u zgradi su se povremeno čuvali i topovi Vojne krajine kako bi se zaštitili od kiše. U dvorištu zgrade nalazili su se zatvori. U novoj, ali još nedovršenoj zgradi namijenjenoj zasjedanjima Sabora, čuvanju arhiva, županijskim sudovanjima, te sudovanju Banskog stola, Sabor je prvi put zasjedao 6. svibnja 1737.

## Zajedno sa Zagrebačkom županijom
Od 1765. godine Sabor je pod svoj krov primio i Zagrebačku županiju. Kako je županija imala vlastite urede, sudove i arhiv, saborska su se zasjedanja zbog nedostatka prostora održavala u Varaždinu u stanu bana ili u Zagrebu u biskupskom dvoru. 
Sabor je s Zagrebačkom županijom tako zasjedao do 1807. godine kada je donesen zaključak da se kupi kraljevinska kuća u kojoj će se uz Sabor moći smjestiti i najviši sudovi i banovi. Na temelju toga zaključka,  godinu dana kasnije ban Ignjat Gyulay prodao je saborsku palaču Zagrebačkoj županiji i kupio kuću bana Ferdinanda Kulmera na zapadnoj strani Markovog trga, kako bi dobio novu kraljevinsku kuću za trajan stan banova, sjedište sudova, pohranu javnih spisa, kraljevinskih knjiga i saborskih zapisnika. 
Tu ipak nije bilo dovoljno prostora za saborska zasjedanja, a takvim je rasporedom u prvom redu riješeno pitanje stana za bana pa je palača i dobila naziv „banska palača“, a kasnije „banski dvori“.
Zagrebačkoj županiji kraljevinska kuća na istočnoj strani Markovog trga više nije odgovarala, pa je 1839. godine kupila susjednu kuću na uglu od vlasnika Nikole Zdenčaja, a dvije godine kasnije i kuću na uglu Županijske i Opatičke od trgovca Franje Karničniga. Posao je povjeren arhitektu Aleksandru Brdariću koji je podigao veliku dvokatnicu, a nacrt predvorja i dvorane za saborska zasjedanja zadržan je i danas.
Iako je nova zgrada završena potkraj 1849., Sabor je neke od povijesnih sjednica na kojima su donesene odluke o hrvatskom jeziku kao službenom, te o ukidanju feudalnih odnosa, morao održati u zgradi kazališta na uglu Markovog trga i današnje Ćirilmetodske ulice.

## Današnji izgled saborske zgrade
Početkom 20. stoljeća postalo je jasno koliko je nemoguć suživot Sabora i Zagrebačke županije u jednoj palači, pa je 1907. godine Kraljevska hrvatsko-slavonsko-dalmatinska vlada kupila stare jednokatnice na Markovom trgu u Kamenitoj, Opatičkoj i Županijskoj ulici te raspisala natječaj za projekt palače koja bi jedinstvenim pročeljem uklopila sve već postojeće kuće na toj parceli.
Za današnji izgled zgrade Sabora zaslužni su projektanti Lav Kalda i Karlo Susan koji su završili radove 1911. godine tijekom koje je Zagrebačka županija prodala zgradu Saboru. Time se palača vratila svom prvotnom vlasniku koji ju je još 1731. kupio za svoje potrebe.
Zbog dugotrajnog procesa građenja i prepravki zgrada Sabora sadrži mješavinu oblika i stilova gradnje u kojoj su vidljivi elementi klasicizma, neorenesanse i secesije, a zbog toga ona danas predstavlja značajan spomenik kulture.

## Poveznice
- Hrvatski sabor

## Vanjske poveznice
- Lejla Dobronić, Povijest palače Hrvatskoga sabora[neaktivna poveznica], Institut za povijest umjetnosti, Zagreb